# Elza Soares
Elza Soares, nome artístico de Elza Gomes da Conceição OMC ORB (Rio de Janeiro, 23 de junho de 1930 – Rio de Janeiro, 20 de janeiro de 2022), foi uma cantora, compositora e intérprete de samba-enredo brasileira, que flertou com vários gêneros musicais como samba, jazz, soul, rock, hip hop e música eletrônica.
Ao longo de quase 70 anos de carreira, ela teve inúmeras músicas no topo das listas de sucesso no Brasil; alguns dos maiores sucessos incluem: "Se Acaso Você Chegasse" (1960), "Boato" (1961), "Cadeira Vazia" (1961), "Só Danço Samba" (1963), "Mulata Assanhada" (1965), "Aquarela Brasileira" (1974) e "Malandro" (1976).
Em 1999, foi eleita pela Rádio BBC de Londres como a cantora brasileira do milênio. A escolha teve origem no projeto The Millennium Concerts, da rádio inglesa, criado para comemorar a chegada do ano 2000. Além disso, Soares aparece na 16ª posição da lista das 100 maiores vozes da música brasileira elaborada pela revista Rolling Stone Brasil.

## Infância
Nasceu em uma família muito humilde, composta por dez irmãos, na favela da Moça Bonita, atualmente Vila Vintém, no bairro de Padre Miguel, e ainda pequena mudou-se para um cortiço no bairro da Água Santa, onde foi criada.
Em sua infância, vivia a brincar na rua, soltar pipa, piões de madeira, até brigar com os meninos. Era uma vida pobre, porém feliz para uma criança, apesar de ter que ajudar a mãe nos serviços domésticos, levando latas d'água na cabeça.

## Carreira

### Primeiros trabalhos

Elza, jovem, em data desconhecida

Cultivando o sonho de cantar desde a infância, já compunha desde essa época suas primeiras canções. Aos 21 anos, havia acabado de ficar viúva, e estava com quatro filhos para criar. Nesta época, estava trabalhando como faxineira para sustentá-los, e ainda precisava comprar remédios para o seu filho de dois anos, que estava com pneumonia. Temendo a morte de mais um filho, sozinha e sem expectativa de uma vida melhor, vislumbrando seu sonho artístico cada vez mais longe e inacessível, resolveu lutar por seu filho e não desistir.
Elza, confiante em seu talento para cantar, devido aos elogios que recebia de parentes e amigos, se inscreveu no concurso musical do programa radiofônico Calouros em Desfile, em meados de 1953, que era apresentado pelo compositor Ary Barroso. Para a apresentação, usou um vestido da mãe, aproximadamente vinte quilos mais gorda, ajustado com vários alfinetes de fralda, fazendo um penteado de maria-chiquinha no cabelo.
Quando Elza subiu ao palco, foi recebida pelo auditório e por Ary Barroso, com gargalhadas. Ary tentou ridicularizar Elza perguntando-lhe: "De que planeta você veio, minha filha?" E Elza rebateu: "Do mesmo planeta que o senhor, Seu Ary. Do planeta fome". Depois, Elza cantou "Lama", de Paulo Marques e Aylce Chaves, e ganhou a nota máxima do programa. Ary, então, anunciou que, naquele exato momento, acabava de nascer uma estrela. Então, se inscreveu no concurso de música do programa de Ary Barroso, na Rádio Tupi, e fez sua primeira apresentação ao vivo no auditório da emissora, a maior na época. A princípio não foi levada a sério, por conta de seu jeito bem humilde de falar e se vestir.
Apesar deste momento de chacota por parte do apresentador, Elza não se abalou e, ao cantar, mostrou todo seu potencial. Ganhou um pouco de dinheiro pela participação, e o utilizou para comprar os remédios do filho, que ficou bem. Sua participação bem-sucedida no programa de Ary Barroso não se traduziu em oportunidades de trabalho, inicialmente. Até que um dia seu irmão Ino a desafiou a fazer um teste para a orquestra de seu professor. Com uma interpretação de "Lamento", conquistou uma vaga no conjunto. Elza passou a acompanhar o grupo em apresentações em festas, bailes, casamentos e eventos sociais em geral. Nem sempre ela se apresentava, contudo, pois alguns clubes não admitiam uma cantora negra no palco.

### Primeiros contratos e gravações
Em 1960 conseguiu realizar seu sonho de trabalhar somente com a música, quando surgiu um concurso na rádio, tendo que cantar as músicas escolhidas por eles e, como foi a vencedora, ganhou uma oportunidade de trabalho, assinando um contrato e cantando semanalmente. Com o tempo, acabou sendo convidada para aparecer na TV, e nesse mesmo ano fez sua primeira turnê internacional, e percorreu os países da América do Sul, América do Norte e Europa. Sua primeira turnê internacional foi na Argentina, para onde ela foi em setembro de 1958. Contudo, ela recebeu um calote do empresário que a contratou e ficou sem dinheiro para voltar, tendo de se apresentar por conta própria em boates até levantar fundos suficientes para viajar ao Rio, um processo que levou um ano. Nesse meio tempo, seu pai morreu sem que ela pudesse estar perto dele. Por meio de Aldacir Louro, conseguiu sua primeira oportunidade de gravar um disco, pela RCA Victor. Contudo, foi novamente barrada pelo racismo quando os executivos da gravadora se decepcionaram ao descobrirem que ela era negra. Aldacir não desistiu e, com a ajuda de Moreira da Silva, gravou um compacto com "Brotinho de Copacabana" e "Pra Que É Que Pobre Quer Dinheiro?" pelo selo independente Rony, que não fez muito sucesso.
Pouco depois, a cantora Sylvinha Telles apresentou Elza a seu marido, Aloysio de Oliveira, produtor da Odeon, que a convidou para um teste, a partir do qual ela foi contratada para o seu primeiro registro de uma grande gravadora: "Se Acaso Você Chegasse", que teve grande visibilidade nas rádios. Quando começou a cantar na Rádio Tupi, foi vítima de racismo mais uma vez quando alguém jogou uma lâmina de barbear dentro de seu vestido sem que ela percebesse, o que lhe causou um corte que a fez sangrar muito. Tornou-se mundialmente conhecida por seu tom suavemente grave e levemente rouco da voz, o que a fez conquistar muitos prêmios ao longo da carreira. Suas músicas falam bastante sobre romance, preconceito racial e feminismo. As palavras principais da frase, Planeta Fome, viraram o título de seu 34º álbum. As roupas alfinetadas que Elza usou em 1953, foram inspiração para o figurino da turnê do álbum.
No fim da década de 1950, Elza Soares fez uma turnê de um ano pela Argentina, juntamente com Mercedes Batista. Tornou-se popular com sua primeira música Se Acaso Você Chegasse, na qual introduziu o scat similar ao do jazzista Louis Armstrong, contudo, Elza diz que não conhecia a música americana feita à época. Mudou-se para São Paulo, onde se apresentou em teatros e casas noturnas. A voz rouca e vibrante tornou-se sua marca registrada. Após terminar seu segundo LP, A Bossa Negra, Elza foi ao Chile representando o Brasil na Copa do Mundo da FIFA de 1962, onde conheceu pessoalmente Louis Armstrong.

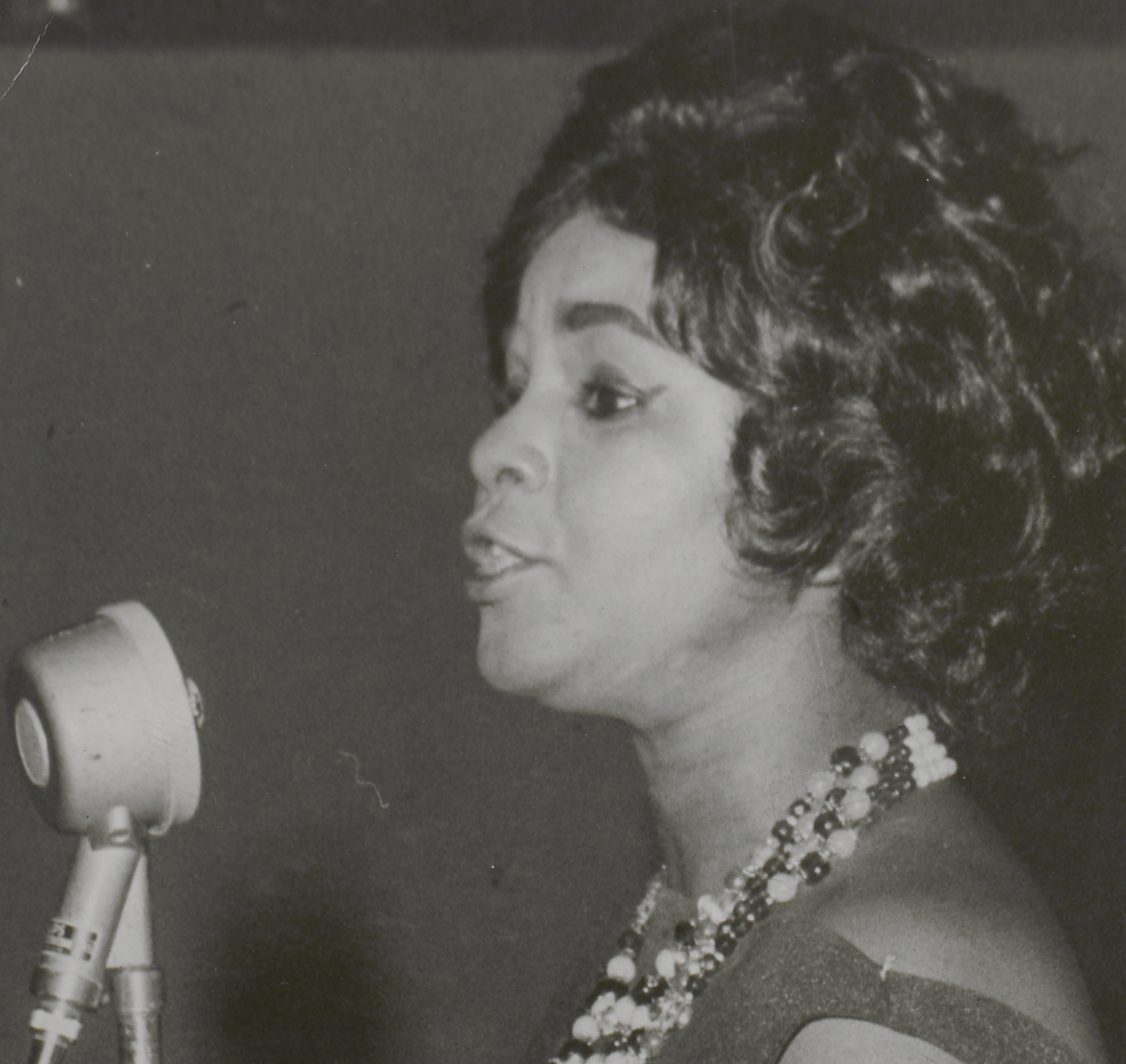
Elza Soares, 1964. Arquivo Nacional

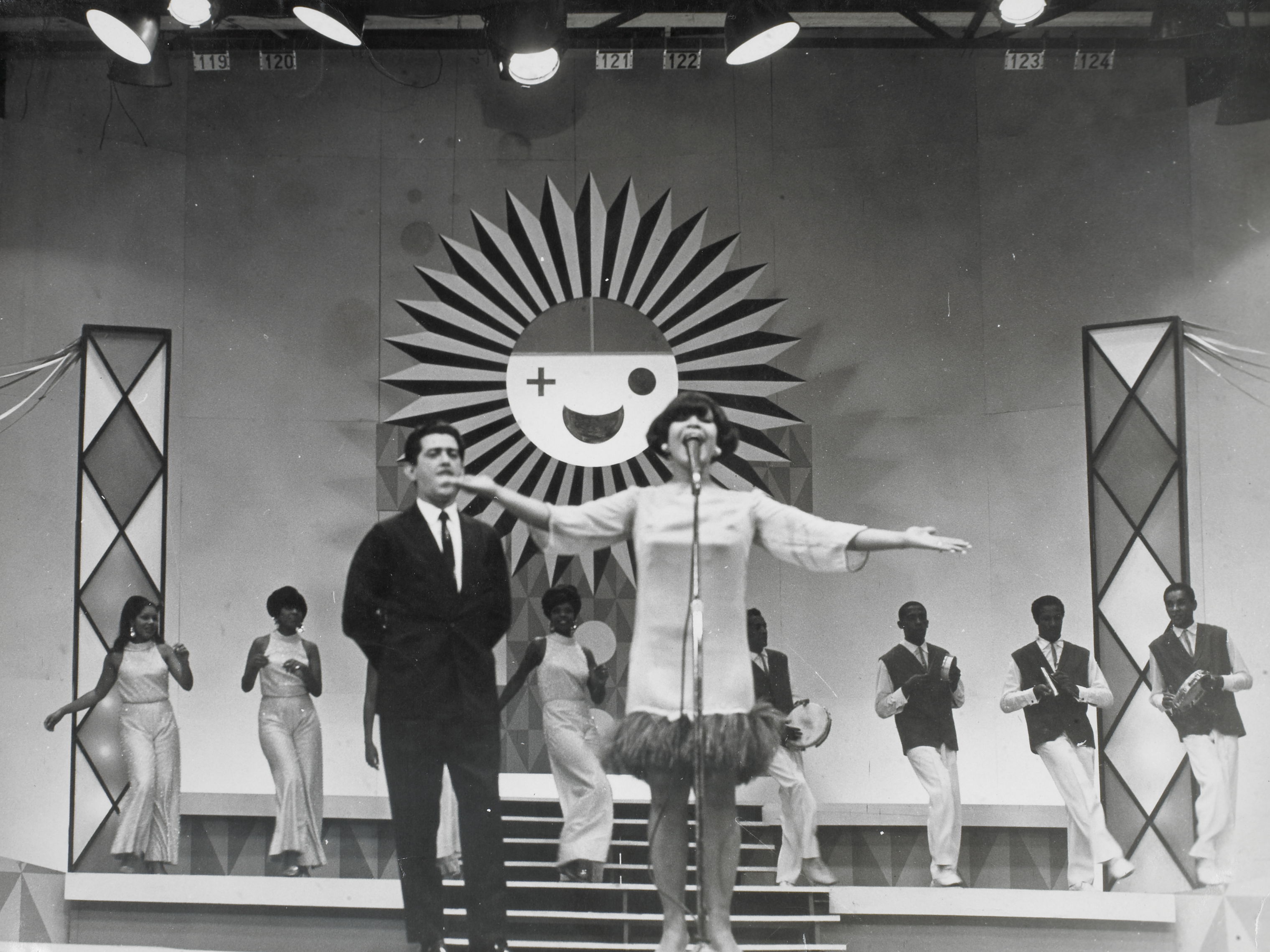
Elza Soares durante apresentação em 1967

No início dos anos 1960, por conta da campanha negativa que a imprensa fazia contra ela como reação ao seu envolvimento com Garrincha, os convites para shows foram ficando cada vez mais raros. Elza participou do Festival de Música Popular Brasileira 1966 e ficou em segundo lugar com "De Amor ou Paz", atrás de "A Banda" (escrita por Chico Buarque e interpretada por ele mesmo e Nara Leão) e "Disparada" (escrita por Geraldo Vandré e Téo de Barros e interpretada por Jair Rodrigues). Na edição de 1968, Elza participou novamente e ganhou o prêmio de melhor intérprete feminina com "Sei Lá, Mangueira". Na mesma década, Elza chegou a ter um programa na RecordTV, Dia D... Elza, em que ela trabalhava junto a Germano Mathias, mas o projeto foi descontinuado após o terceiro grande incêndio que a emissora sofreu nos anos 1960.
Em 1968, Elza foi aos Estados Unidos e ao México, onde realizou vários shows bem-sucedidos, o que a fez considerar uma mudança para a os EUA para aproveitar o sucesso e fugir da perseguição da imprensa no Brasil. Contudo, a gravadora Odeon vetou sua ideia, lembrando que seu contrato ainda previa outros discos com eles. Em 1969, Elza e a família se mudam para a Itália, onde ela faria alguns shows. A princípio, seriam algumas semanas, mas as semanas viraram meses. Elza gravou em italiano para a RCA Victor local e chegou a substituir Ella Fitzgerald em uma turnê que ela planejara pela Europa. Em 1971, um convite para um show no Brasil serviu de estímulo para a família voltar ao Brasil.
De volta ao Brasil, descobriu que sua gravadora Odeon havia cedido todo o seu repertório à nova promessa deles, sua amiga Clara Nunes. Mesmo assim, Elza tentou emplacar um novo projeto: um disco em parceria com Roberto Ribeiro. A gravadora relutou por ele ser desconhecido e por ele ser um cantor de escola de samba desacostumado ao estúdio, e quando aceitou gravá-lo, passou a recusar registrá-lo na capa. A desculpa era que ele era feio, mas Elza suspeitava de discriminação racial, o que se confirmou quando, segundo ela, um diretor disse: "Não quero esse nego feio e sujo na capa!". Elza disse que ou o disco saía ou eles a perderiam, e Sangue, Suor e Raça foi concretizado, fazendo grande sucesso e rendendo a Roberto pelo menos mais um disco pela Odeon, este com Simone. Elza também se preocupava em reabilitar Garrincha, que se afundava cada vez mais no álcool. Comprou com ele um espaço chamado Bigode, rebatizaram como La Boca e passaram a oferecer refeições e shows no local. Também nos anos 1970, a relação com a Odeon se deteriorou e Elza foi para a então recém-inaugurada Tapecar. Na mesma década, Elza iniciou uma turnê pelos Estados Unidos e Europa.
Na década seguinte, apesar de algumas apresentações (incluindo uma participação no Projeto Pixinguinha) Elza teve um período de depressão e desleixo da gravadora, o que a fez cogitar encerrar a carreira, antes de se revitalizar com a ajuda de Caetano Veloso, que a convidou para gravar com ele "Língua" em seu álbum de 1984, Velô. Em 1986, poucos dias após a morte do filho Garrinchinha, Elza surpreendeu Lobão e apareceu no estúdio onde ela gravaria, a convite dele, uma participação em "A Voz da Razão", do então futuro disco do cantor, O Rock Errou. Elza flertou com o rock em outros momentos também, como na parceria "Milagres", com Cazuza, e um projeto abortado com Branco Mello, dos Titãs. Em 1989, Elza recebeu um convite para se apresentar nos Estados Unidos, para onde foi em novembro. Ficou lá por mais de um ano, pulando de show em show, sem um caminho definido.
Retornou ao Brasil em agosto de 1991 para algumas apresentações ao longo de algumas semanas, voltou aos Estados Unidos e enfrentou outra crise. Envolveu-se com uma seita religiosa, casou-se com um homem do qual nem se lembra mais só para conseguir um green card e afirma ter levado um golpe de empresários que tiraram dinheiro de bancos interessados em investir na carreira de Elza e depois sumiram com o montante — depoimentos de brasileiros a jornais na época acusam Elza de ser a golpista, acusação da qual ela se defendeu em sua biografia de 2018 escrita por Zeca Camargo. Em 1997, Elza lançou Trajetória, seu primeiro disco de estúdio desde Voltei, de 1988. O álbum trazia uma parceria com Zeca Pagodinho e uma versão de "O Meu Guri", de Chico Buarque. Em 1999, lançou pela gravadora Luna Carioca da Gema, que conteria uma versão de "Sá Marina" (Antônio Adolfo e Tibério Gaspar). Contudo, a Universal iria lançar a estreia solo de Ivete Sangalo na mesma época e com a mesma faixa, o que levou a gravadora de Ivete a pedir o embargo do disco de Elza, que já estava com 5 mil cópias prensadas. A certa altura, Ivete convenceu a Universal a liberar a faixa, mas o disco não fez sucesso.

### Século XXI
Em 2000, foi premiada como "Melhor Cantora do Milênio" pela BBC em Londres, quando se apresentou num concerto com Gal Costa, Chico Buarque, Gilberto Gil, Caetano Veloso e Virgínia Rodrigues. No mesmo ano, estreou uma série de shows de vanguarda, dirigidos por José Miguel Wisnik, no Rio de Janeiro. Em Londres, apresentou-se no Royal Albert Hall, mesmo tendo sofrido uma forte queda alguns dias antes, o que lhe rendeu uma semana no hospital e a atenção de enfermeiras em sua casa para se recuperar.
Em 2002, o álbum Do Cóccix até o Pescoço garantiu-lhe uma indicação ao Grammy. O disco foi bem recebido pelos críticos musicais e divulgou uma espécie de quem é quem dos artistas brasileiros que com ela colaboraram: Caetano Veloso, Chico Buarque, Carlinhos Brown e Jorge Ben Jor, entre outros. O lançamento impulsionou numerosas e bem-sucedidas turnês pelo mundo. Em 2003, Elza lançou o álbum Vivo Feliz. Não tão bem-sucedido em vendas quanto suas obras anteriores, o álbum continuou a executar o tema de fazer um mix de samba e bossa com música eletrônica e efeitos modernos. O álbum teve colaborações de artistas, como Fred Zero Quatro e Zé Keti. Nos Jogos Pan-Americanos de 2007 no Rio de Janeiro, Elza interpretou o Hino Nacional Brasileiro, no início da cerimônia de abertura do evento, no Maracanã e lançou o álbum Beba-Me, no qual gravou as músicas que marcaram sua carreira.
A partir de 2008, a vida e obra da cantora começou a ser pesquisada pela cineasta e jornalista Elizabete Martins Campos, que roteirizou, dirigiu e produziu o longa-metragem My Name is Now, Elza Soares. Realizado pela IT Filmes, o filme já rodou 18 festivais, sendo destaque no “Festival do Rio – Rio Internacional Film Festival”, com quatro indicações: Melhor Filme, Melhor Direção, Melhor Roteiro e Melhor Fotografia; foi selecionado para a OFFICIAL COMPETITION do “Festival Internacional de Cine Guadalajara”, no México, maior festival da América Latina; recebeu os prêmios de Melhor Filme – Júri Oficial; Melhor Filme Júri Popular; Melhor Trilha Sonora, no Cine Jardim, em Pernambuco e de Melhor Roteiro no FEST CINE/CE. Mesmo antes de ser lançado, “My Name is Now” foi noticiado nos principais jornais impressos, rádios, TVs e portais do País. Indicado ao PRÊMIO NETFLIX em 2016, o documentário conquistou ainda mais visibilidade. Em 2009, começou a preparar um disco de nome Arrepios, que sofreu alguns adiamentos e acabou nunca lançado. Elza também atuou como puxadora de samba-enredo, tendo realizado passagens pelo Salgueiro e Mocidade. e Cubango.

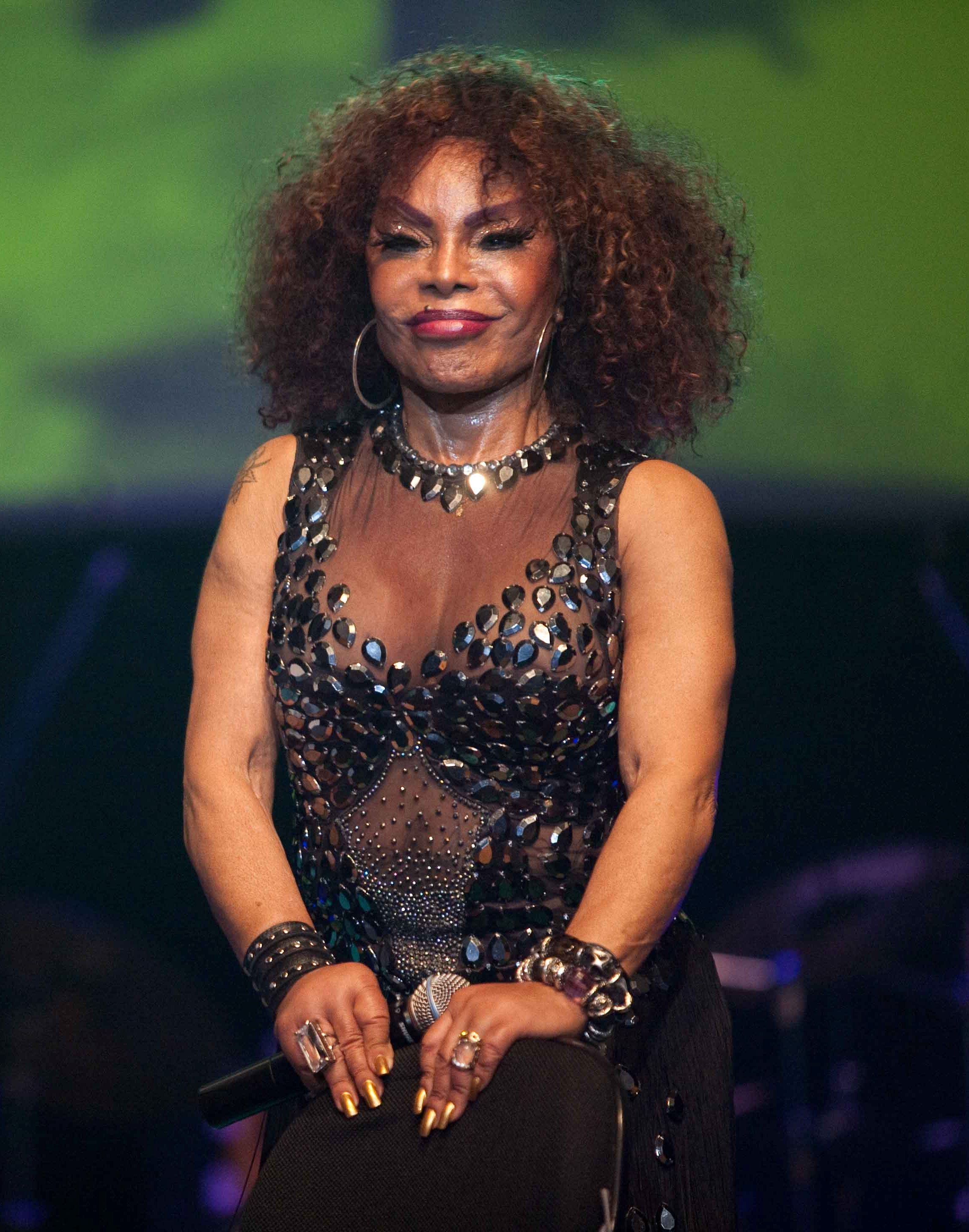
Elza Soares durante o II Encontro Afro-Latino realizado na Bahia em 2010

Em 2010, gravou a faixa Brasil, no disco tributo a Cazuza Treze parcerias com Cazuza, produzido pelo saxofonista George Israel, da banda Kid Abelha. Nessa faixa, há a participação do saxofonista e do rapper Marcelo D2. Como grande amiga do artista, já havia gravado a faixa Milagres antes, inclusive apresentando-a ao vivo com o próprio Cazuza. Também naquele ano, pela primeira vez a artista comandou e puxou um trio elétrico no circuito Dodô (Barra-Ondina). O trio levou o nome de A Elza Pede Passagem, arrastando uma grande multidão pelas ruas de Salvador no carnaval daquele ano. Ainda em 2010, Elza Soares causa comoção em seus fãs ao tirar a roupa para um ensaio sensual com o fotógrafo Yuri Graneiro.
Em 2011, gravou a canção Perigosa, já cantada pelo grupo As Frenéticas, para a minissérie Lara com Z, da Globo. Também neste ano, gravou a música Paciência, de Lenine, para o filme Estamos Juntos. Em 2012, fez uma participação na música Samba de preto da banda paulista Huaska, faixa título do terceiro CD da banda. Em 2014, estreia o show A Voz e a Máquina, baseado em música eletrônica acompanhada na palco apenas pelos DJs Ricardo Muralha, Bruno Queiroz e Guilherme Marques. Nesse mesmo ano, a cantora fez uma série de espetáculos intitulada Elza Canta e Chora Lupicínio Rodrigues, em comemoração ao centenário do cantor e compositor gaúcho de marchinhas e de samba Lupicínio Rodrigues.

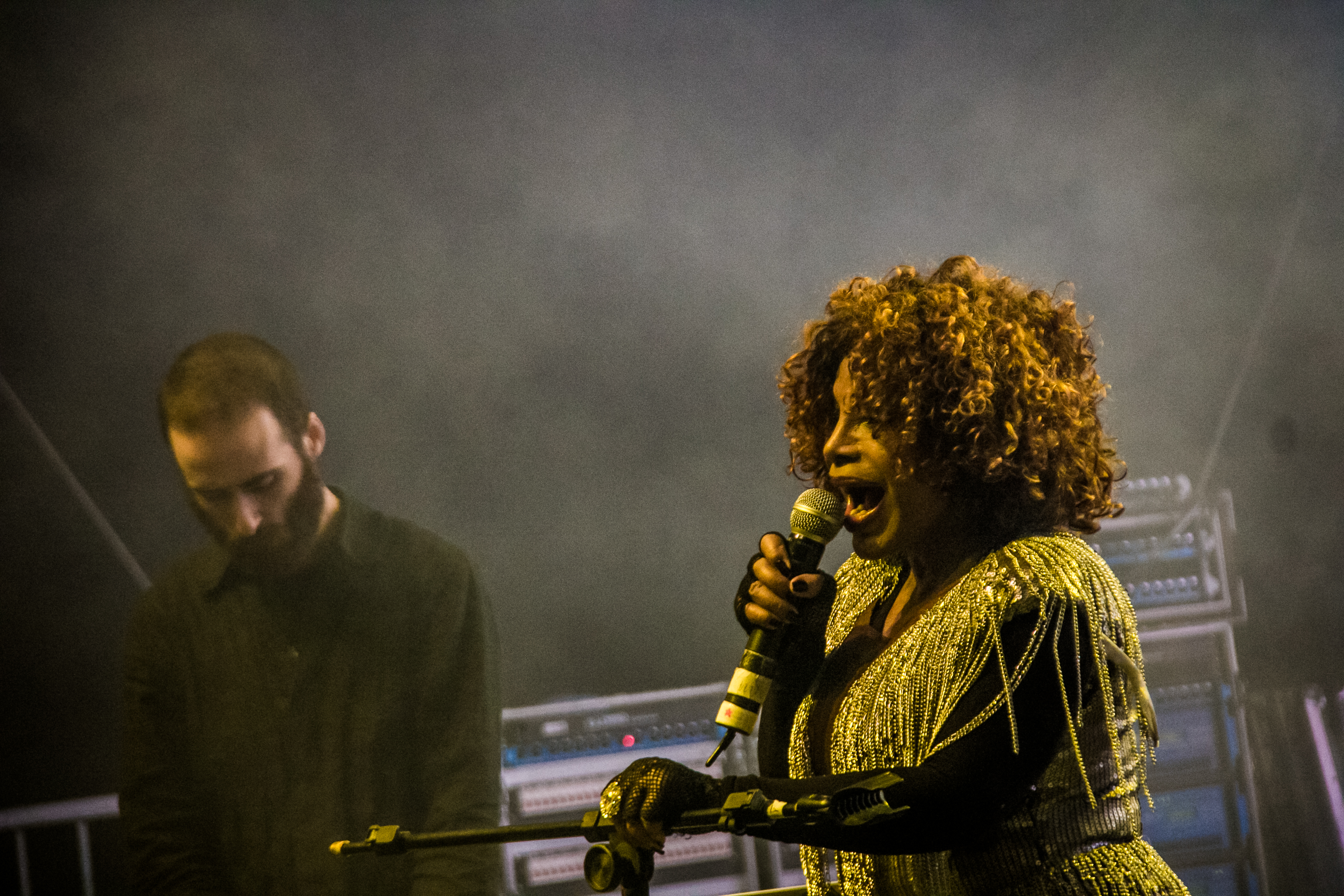
Elza Soares no Festival Latinidades de 2014

"Eu acho que a mulher do fim do mundo é aquela que busca, é aquela que grita, que reivindica, que sempre fica de pé. No fim, eu sou essa mulher".
Elza Soares, em entrevista a Huffpost

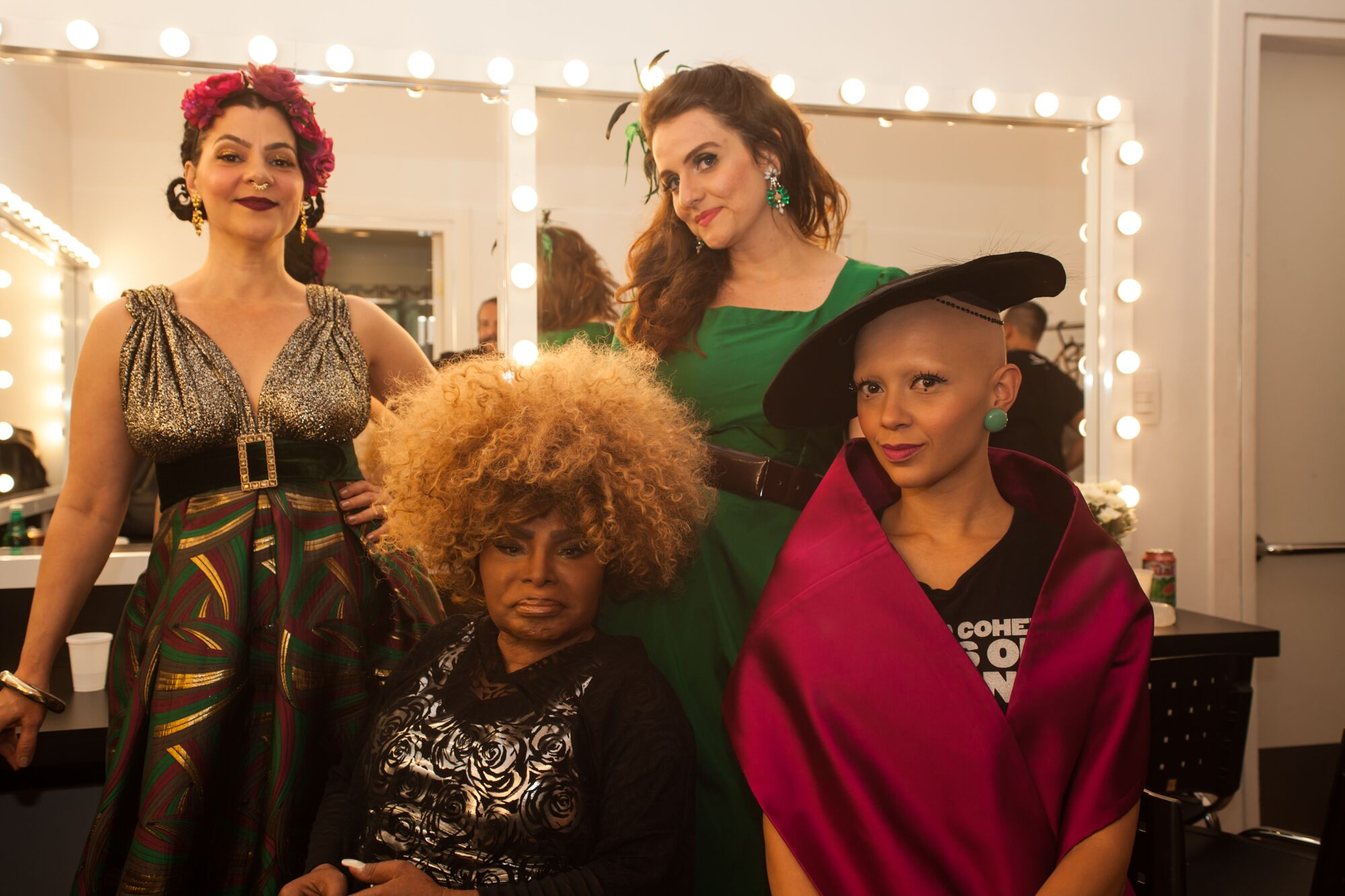
Elza em 2016, com o Caffeine Trio

No ano de 2015, Elza Soares lançou o seu disco A Mulher do Fim do Mundo, primeiro álbum em sua carreira só com músicas inéditas. O Pitchfork, um dos sites de música mais importantes do mundo, o elegeu como melhor novo álbum. No artigo, o site diz que Elza "desenvolveu uma das vozes mais distintas da MPB". As canções do disco falam sobre sexo, morte e negritude, e foram compostas pelos paulistas José Miguel Wisnik, Rômulo Fróes e Celso Sim. Nos shows, a cantora vem acompanhada dos músicos Kiko Dinucci, Marcelo Cabral, Rodrigo Campos, Romulo Fróes, Felipe Roseno e Guilherme Kastrup, além da participação especial da banda Bixiga 70, do Quadril – Quarteto de Cordas e do cantor Rubi. O álbum surgiu do encontro da cantora com a estética musical contemporânea de São Paulo.
Em 2017, a turnê do álbum a levou a um show no Central Park em Nova Iorque, elogiado pela crítica local, incluindo o músico David Byrne. Em 2018, Elza lançou o álbum Deus É Mulher. No ano seguinte, veio Planeta Fome, eleito um dos 25 melhores álbuns brasileiros do segundo semestre de 2019 pela Associação Paulista de Críticos de Arte. Para este disco, ela planejara uma regravação de "Comida", dos Titãs, com os então membros atuais da banda (Branco Mello, Sérgio Britto e Tony Bellotto), mas acabou optando por deixar a faixa para um outro momento e o trabalho foi lançado em outubro de 2020 para marcar o aniversário de um ano do disco e celebrar a indicação do mesmo ao Grammy Latino.
Em dezembro de 2021, tornou-se imortal da Academia Brasileira de Cultura, instituição instalada naquela oportunidade.

### Homenagens

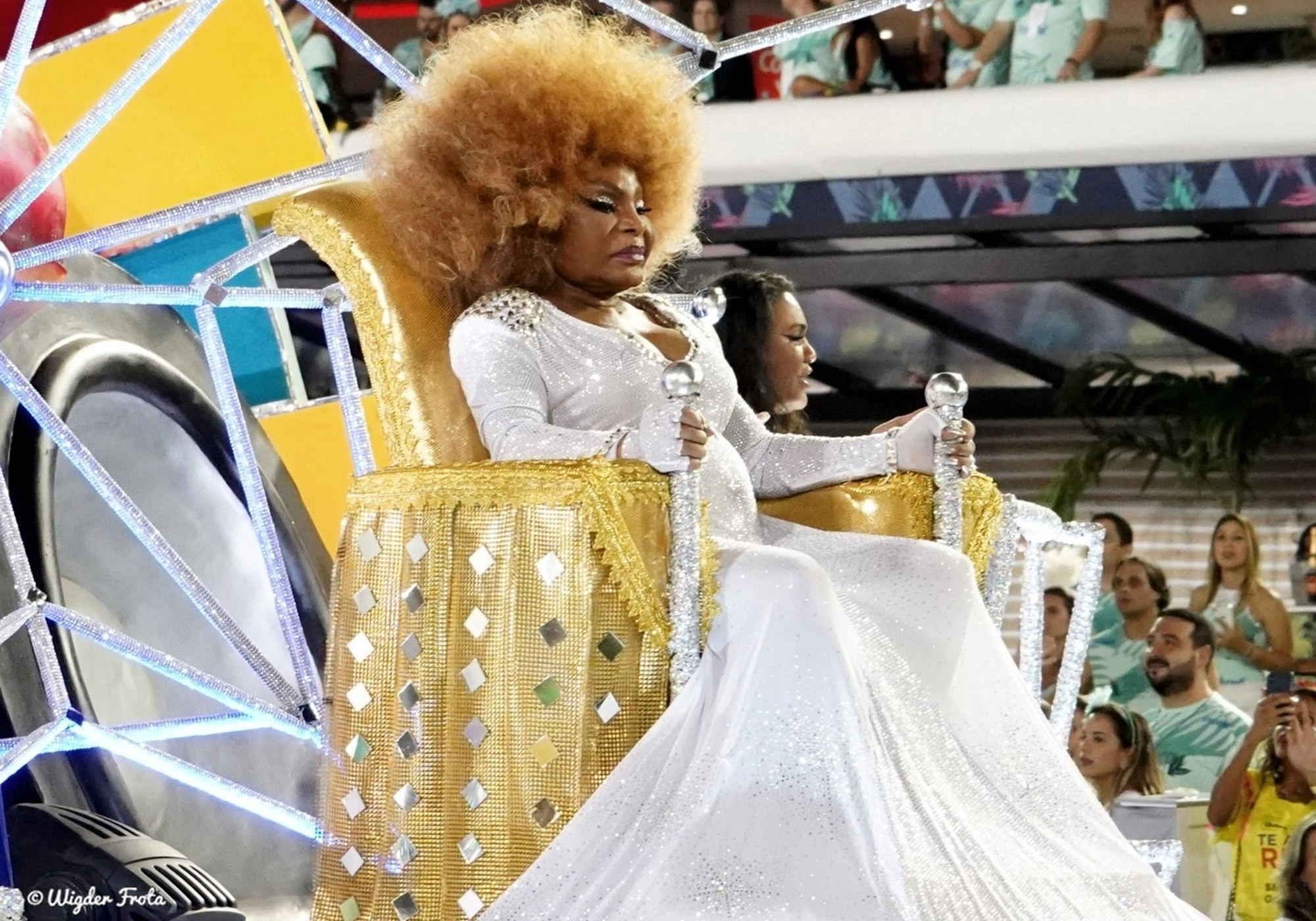
Elza Soares no desfile da Mocidade em 2020, cuja enredo foi em sua homenagem

- Foi enredo da Unidos do Cabuçu, no grupo de acesso do carnaval carioca, no carnaval de 2012.
- No carnaval de 2013, Elza Soares recebeu homenagem do Bola Preta de Sobradinho, tradicional agremiação do Distrito Federal. Enredo: Elza Soares - Planeta Fome, nasce uma Estrela!.
- Em 2019, recebeu o título de doutora Honoris causa pela Universidade Federal do Rio Grande do Sul.[71]
- Em 2020, Elza Soares foi enredo da Escola de Samba Mocidade Independente de Padre Miguel cujo enredo foi Elza Deusa Soares. A agremiação do coração de Elza terminou na terceira colocação.

## Vida pessoal

### Casamento com Alaordes e primeiros filhos
Aos doze anos de idade (outra fonte informa que foi aos treze) foi obrigada pelo pai a abandonar os estudos e casar-se com Lourdes Antônio Soares, um amigo de seu pai conhecido como Alaordes, que havia tentado abusar de Elza - o pai acreditava que "a honra de sua filha só estaria limpa com o casamento". Elza sofreu muito neste matrimônio arranjado, por conta da violência doméstica e sexual a qual era constantemente submetida. Aos treze anos de idade (outra fonte informa que foi aos catorze) deu à luz seu primeiro filho. Aos quinze anos de idade, Elza passa por outro grande trauma: seu segundo filho morre de fome. Com o marido doente, acometido por tuberculose, passou a trabalhar como encaixotadora e conferente na fábrica de sabão Véritas, no Engenho de Dentro. Elza também trabalhou em um manicômio, o Instituto Municipal Nise da Silveira (atual Museu de Imagens do Inconsciente), onde não só conseguia um salário mas também um pouco de comida, que ela furtava pouco antes do local ser fechado e os funcionários voltarem para casa. Com a recuperação do marido, um ano depois, ele a proibiu de trabalhar fora novamente, e Elza voltou a ser dona de casa.
Aos dezoito anos, oficializou seu matrimônio, passando a assinar Elza da Conceição Soares, seu sobrenome artístico posteriormente, e aos vinte e um, ficou viúva, pois seu marido teve uma nova tuberculose e não resistiu. Outra fonte diz que ela se separou de Alaordes quando este lhe deu dois tiros ao descobrir que ela trabalhava como cantora e que ela não o viu mais até ele morrer em agosto de 1959, quando ela teria 29 anos.

### Casamento com Garrincha e o filho Garrinchinha

Elza recebendo o diploma de Embaixatriz do Samba no Museu da Imagem e do Som, com Garrincha ao fundo, em 1971

Elza conheceu Garrincha em 1962, e iniciaram um romance enquanto ele era casado. Após um ano juntos, ela pediu para que ele tomasse uma decisão: ou a assumiria ou ela o abandonaria. Meses depois, ele veio procurá-la, afirmando ter saído de casa e estar desquitado da esposa. Começaram a namorar, mas sem revelar nada à imprensa, sabendo da repercussão negativa que o evento teria. Quatro anos depois do namoro, em 1966, decidiram morar juntos. A união de ambos foi motivo de revolta para os fãs e a imprensa, que acusaram Elza de ter acabado com o casamento do futebolista. Para fugirem do assédio da imprensa, venderam a casa no Rio, e Elza mudou-se com os filhos e o marido para São Paulo. A perseguição chegou a tal ponto que Elza foi impedida pela multidão de realizar um show na Mangueira: a cantora teve que sair disfarçada para escapar do público. Ainda no Rio, Elza e Garrincha foram passar alguns dias no sítio de Adalberto, então goleiro do Botafogo. Uma noite, ao ouvir tiros, Elza correu pela casa e levou um tombo, após o qual descobriu que havia perdido um bebê que ela nem sabia que estava esperando.
Na nova casa onde moravam, na Ilha do Governador, Elza e Garrincha sofriam ataques anônimos, como pedras arremessadas contra a residência. O primeiro ataque invasivo foi realizado pelo DOPS em 20 de junho de 1964. Agentes entraram na casa da família à noite, renderam todos os moradores, reviraram o interior do imóvel e executaram o mainá de estimação de Garrincha. Elza nunca soube o real motivo da invasão, mas suspeita do fato ter sido causado pela sua amizade com Juscelino Kubitschek e/ou do fato de ter se juntado a vários outros artistas para gravar uma música pró-João Goulart. Os ataques foram aumentando e a família de Elza passou a receber cartas e ligações telefônicas com xingamentos e ameaças. Na mesma época, Elza gravou o samba "Eu Sou a Outra", cuja letra enfureceu ainda mais a imprensa e a opinião pública; radialistas quebravam o disco com a canção no ar, uma medida comum na época para expressar descontentamento com uma nova canção.
Um dia, morando em uma nova casa na Lagoa Rodrigo de Freitas, Garrincha decidiu ir visitar suas filhas do casamento anterior. Elza havia tido um sonho na noite anterior e, considerando-o um presságio, pediu que Garrincha não fosse, mas sua mãe Rosária se ofereceu para ir junto, e o trio se completou com a filha Sara. Horas depois, Elza recebeu a notícia de que o Ford Galaxie de Garrincha bateu na traseira de um caminhão na Via Dutra e capotou três vezes, matando sua mãe. Após o acidente, Garrincha entra em depressão. Mudaram-se para uma casa no Jardim Botânico, mas as ameaças e os ataques se intensificaram, culminando em uma aparente tentativa de sequestro, da qual conseguiram escapar, e um atentado a tiros contra a casa deles que destruiu a sala de estar, onde estavam as crianças. Quando o empresário Franco Fontana convidou Elza para uma temporada na Itália, a família se mudou para Roma.
Com a morte da esposa anterior de Garrincha, Elza decide adotar as seis filhas do jogador, que vão morar com ela, Garrincha e seus filhos. Em uma viagem ao Rio para gravar um disco, Elza descobre estar grávida de Garrincha. Em 9 de julho de 1976, nasce Manuel Francisco dos Santos Júnior, apelidado de Garrinchinha. Garrincha havia prometido a Elza que pararia de beber caso ela lhe desse um menino, mas ele quebrou a promessa logo após o nascimento. Um dia, Elza o flagrou alcoolizado, segurando o filho deles por uma perna e ameaçando jogá-lo escada abaixo e decidiu deixá-lo, mesmo sabendo que era tudo uma "brincadeira".
Em 1982, após dezesseis anos de matrimônio, o casamento de Elza e Garrincha chegou ao fim, por conta de constantes agressões físicas, ciúmes doentios, traições e humilhações, em que o alcoolismo de Garrincha tornou-se insuportável. Durante todos estes anos, Elza tentou ajudar o marido a parar de beber, mas ele e os amigos dele a chamavam de "bruxa", por acharem que ela não queria que ele bebesse na rua por ciúmes. No mesmo ano, divorciaram-se. Elza voltou a usar o nome de solteira, abrindo mão da pensão a que tinha direito, só lutando na justiça pela pensão do filho. Por um tempo, lutaram pela guarda do menino, favorável a Elza. Em 1983, Garrincha morreu de cirrose hepática. Mesmo separada, Elza sofreu muito, e teve que consolar o filho pequeno, que não entendia a ausência do pai. Manteve outros relacionamentos após o divórcio, mas não quis casar-se novamente.
Em 2002, conheceu Anderson Lugão e ambos iniciaram um relacionamento romântico e musical, por meio do qual Elza começou a conhecer o hip hop, a música eletrônica e outros movimentos contemporâneos da música brasileira. Em 2008 rompeu com Lugão e conheceu seu último marido, Bruno Lucide, em Itabira, Minas Gerais. Os dois oficializariam o casamento numa grande festa produzida pela revista Caras, mas abortaram o projeto e fizeram apenas uma cerimônia discreta no civil. Em 2012, os dois romperam, término que só foi oficializado em 2018.

### Filhos
Elza teve oito filhos, todos nascidos de parto normal, no Rio de Janeiro. Seus dois primeiros filhos, ambos meninos, que não tinham nome, pois não foram registrados, morreram ainda bebês, com poucas semanas de vida, devido à desnutrição. Posteriormente teve João Carlos, Gerson (que ela teve de entregar para a adoção por falta de condições para criá-lo), Gilson (morto em 2015, aos 59 anos), Dilma (sequestrada com um ano de idade em 1950, e reencontrada somente em 1980), Sara e Manoel Francisco, apelidado de "Garrinchinha".
No dia 11 de janeiro de 1986, passou por outra grande perda: seu filho, Garrinchinha, morreu aos nove anos de idade, em um acidente de carro. Ele e alguns amigos voltavam de Magé para o Rio após terem visitado a família de Garrincha, que gostava de manter contato com o menino, mas o carro derrapou na estrada e caiu de uma ponte em um rio. Garrinchinha foi arremessado para fora e levado pelas águas. Seu corpo só seria encontrado na manhã seguinte.
A cantora ficou desesperada, entrou em depressão, tentou o suicídio, passou a tomar antidepressivos, até decidir deixar o tratamento e viajar pelo mundo a trabalho, focando exclusivamente na sua carreira, fazendo muitos shows, o que a fez morar em diversos países, até ter condições psicológicas de retornar ao Brasil, quatro anos depois. Elza, então, começou uma terapia para conseguir lidar com mais esta perda. No período pós-morte de Garrinchinha, Elza também se afundou nas drogas, frequentando diversas comunidades do Rio para poder se aproximar dos traficantes e quem mais pudesse lhe fornecer entorpecentes.
Em 26 de julho de 2015, Elza perdeu seu quarto filho, Gilson, de 59 anos de idade, vítima de complicações de uma infecção urinária. O fato a abalou muito: "A única coisa do passado que ainda me machuca é a perda dos meus quatro filhos. O resto tiro de letra. Mas filho é uma ferida aberta que não cicatriza. Estará sempre presente!".

### Saúde
Após uma queda durante um show promovido pelo Sindicato dos Jornalistas no Rio de Janeiro em setembro de 1999, passou a se locomover com muita dificuldade. Operou a coluna vertebral por conta deste acidente (numa cirurgia que poderia ter afetado suas cordas vocais) e, em 2014, fez mais uma cirurgia, desta vez na região lombar.
Em 2007, teve uma diverticulite aguda e foi operada às pressas. Alguns dias depois, já em casa, seus pontos abriram e ela viu as próprias entranhas saindo do corpo. Voltou para a mesa de cirurgia e enfrentou 12 horas de operação. Depois, passou por uma colostomia.
Em dezembro de 2008, após um show em Tallinn, na Estônia, Elza sofreu um acidente de carro e perdeu alguns dentes. Sua produção providenciou um tratamento dentário de emergência em Helsinque, na Finlândia, onde ela se apresentou 48 horas após o acidente.

### Morte
Em 20 de janeiro de 2022, a assessoria de Elza Soares informou que a cantora havia falecido de causas naturais, em sua casa, aos 91 anos de idade. O empresário da cantora comentou que o dia aparentava ser como qualquer outro. Que a cantora acordou e fez mais uma sessão de fisioterapia, apenas apresentando um cansaço maior. Pediu para descansar e aparentava estar ofegante. Depois de um tempo, ela confidenciou aos familiares: "Eu acho que vou morrer". Rapidamente acionaram o médico de Elza, que enviou uma ambulância para a residência. Neste meio tempo, segundo o empresário, o semblante da cantora foi mudando, até que ela apagou. "Foi uma morte tranquila, sem traumas, sem motivo. Morreu de causas naturais. Esse, aliás, era um grande medo dela: ter uma morte sofrida, por doença. Hoje, ela simplesmente desligou", contou ele.
Por coincidência, seu falecimento ocorreu exatos 39 anos após a morte de seu ex-marido Garrincha. Seu corpo foi velado no Theatro Municipal do Rio de Janeiro, em cerimônia aberta ao público. O sepultamento ocorreu no Cemitério Parque Jardim da Saudade, em Sulacap, na Zona Oeste do Rio.
A morte de Elza repercutiu no meio cultural, artístico e político. A Mocidade Independente de Padre Miguel, escola de samba do coração de Elza, decretou luto oficial e escreveu em suas redes sociais "Você foi uma das maiores deste país. Só podemos agradecer por tudo. Consternados! Essa é a nossa despedida! Obrigado, Deusa. Nós não vamos sucumbir nunca!". Zeca Pagodinho, Criolo, Alcione, Paulinho da Viola, Emicida, Gilberto Gil, Taís Araújo, Martinho da Vila, Leci Brandão, Mano Brown, Flávia Oliveira, Fernanda Abreu usaram as redes sociais para homenageá-las. Caetano Veloso, afirmou "Elza Soares foi uma concentração extraordinária de energia e talento no organismo da cultura brasileira". No âmbito político, a voz de Elza em defesa da democracia foi lembrada pelo ex-presidente Lula: "Perdemos não só uma das melhores cantoras e vozes mais potentes do Brasil, mas também uma grande mulher, que sempre defendeu a democracia e as boas causas". A ex-presidente Dilma Rousseff afirmou que Elza “segue sendo um exemplo de determinação, força e coragem no universo musical do país”. Eduardo Paes, prefeito do Rio de Janeiro, decretou luto oficial de 3 dias por sua morte. A Fundação Cultural Palmares expressou profundo pesar pela morte de Elza.

## Discografia

### Álbuns de estúdio
- Se Acaso Você Chegasse (Odeon, 1960)
- A Bossa Negra (Odeon, 1960)
- O Samba É Elza Soares (Odeon, 1961)
- Sambossa (Odeon, 1963)
- Na Roda do Samba (Odeon, 1964)
- Um Show de Elza (Odeon, 1965)
- Com a Bola Branca (Odeon, 1966)
- O Máximo em Samba (Odeon, 1967)
- Elza, Miltinho e Samba (Odeon, 1967)
- Elza Soares, Baterista: Wilson das Neves (Odeon, 1968)
- Elza, Miltinho e Samba Vol. 2 (Odeon, 1968)
- Elza, Carnaval & Samba (Odeon, 1969)
- Elza, Miltinho e Samba Vol. 3 (Odeon, 1969)
- Sambas & Mais Sambas (Odeon, 1970)
- Elza Pede Passagem (Odeon, 1972)
- Sangue, Suor e Raça (Odeon, 1972) - c/ Roberto Ribeiro
- Elza Soares (Odeon, 1973)
- Elza Soares (Tapecar, 1974)
- Nos Braços do Samba (Tapecar, 1975)
- Lição de Vida (Tapecar, 1976)
- Pilão + Raça = Elza (Tapecar, 1977)
- Senhora da Terra (CBS, 1979)
- Elza Negra, Negra Elza (CBS, 1980)
- Somos Todos Iguais (Som Livre, 1985)
- Voltei (RGE, 1988)
- Trajetória (Universal Music, 1997)
- Do Cóccix até o Pescoço (Maianga, 2002)
- Vivo Feliz (Tratore, 2003)
- A Mulher do Fim do Mundo (Circus, 2015)
- Deus É Mulher (Deckdisc, 2018)
- Planeta Fome (Deckdisc, 2019)
- Elza Soares & João de Aquino (Deckdisc, 2021)
- No Tempo da Intolerância (Deckdisc, 2023)

### Álbuns ao vivo
- Carioca da Gema (1999)
- Beba-Me (2007)
- Elza Canta e Chora Lupi (2016)
- Elza ao Vivo no Municipal (2022)

### Coletâneas
- Grandes Sucessos de Elza Soares (Tapecar, 1978)
- Meus Momentos – Volumes 1 & 2 (EMI Brasil, 1994)
- Raízes do Samba (EMI Brasil, 1999)
- Negra (EMI Brasil, 2003)
- Sambas e Mais Sambas Vol. 2 (EMI Brasil, 2003)
- Retratos (2004)
- Deixa a Nega Gingar (EMI Brasil, 2010)
- Anos 70 (2016)

## Prêmios e indicações
| Ano  | Prêmio                                | Categoria                                 | Indicação                    | Resultado | Ref.    |
| ---- | ------------------------------------- | ----------------------------------------- | ---------------------------- | --------- | ------- |
| 2003 | Grammy Latino                         | Melhor Álbum de Música Popular Brasileira | Do Cóccix até o Pescoço      | Indicado  | [ 64 ]  |
| 2003 | Prêmio Contigo! de TV                 | Melhor Música de Abertura de Novela       | "Vamos Amar"                 | Indicado  |         |
| 2015 | Troféu APCA                           | Melhor Álbum                              | A Mulher do Fim do Mundo     | Venceu    | [ 123 ] |
| 2015 | Prêmio Plumas & Paetês Cultural       | Homenagem                                 | Elza Soares                  | Venceu    | [ 124 ] |
| 2016 | Prêmio da Música Brasileira           | Melhor Álbum                              | A Mulher do Fim do Mundo     | Venceu    | [ 125 ] |
| 2016 | Prêmio da Música Brasileira           | Melhor Cantora                            | Elza Soares                  | Indicado  | [ 126 ] |
| 2016 | Prêmio Multishow de Música Brasileira | Canção do Ano (Debate do Superjúri)       | "Maria da Vila Matilde"      | Venceu    | [ 127 ] |
| 2016 | Prêmio Multishow de Música Brasileira | Disco do Ano (Debate do Superjúri)        | A Mulher do Fim do Mundo     | Indicado  | [ 127 ] |
| 2016 | Grammy Latino                         | Melhor Canção em Língua Portuguesa        | "Maria da Vila Matilde"      | Indicado  | [ 64 ]  |
| 2016 | Grammy Latino                         | Melhor Álbum de Música Popular Brasileira | A Mulher do Fim do Mundo     | Venceu    | [ 64 ]  |
| 2016 | Troféu Raça Negra                     | Homenagem                                 | Elza Soares                  | Venceu    | [ 128 ] |
| 2017 | WME Awards                            | Melhor Show                               | "A Mulher do Fim do Mundo"   | Venceu    | [ 129 ] |
| 2017 | WME Awards                            | Videoclipe do Ano                         | "Na Pele" Participação Pitty | Venceu    | [ 129 ] |
| 2018 | Grammy Latino                         | Melhor Álbum de Música Popular Brasileira | "Deus é Mulher"              | Indicado  | [ 130 ] |
| 2019 | Grande Prêmio do Cinema Brasileiro    | Melhor Trilha Sonora Original             | "My Name Is Now"             | Venceu    | [ 131 ] |
| 2019 | WME Awards                            | Homenagem                                 | Elza Soares                  | Venceu    |         |
| 2020 | Grammy Latino                         | Melhor Canção em Língua Portuguesa        | "Libertação"                 | Indicado  | [ 132 ] |
| 2023 | Ordem de Rio Branco                   | grau Comendador (póstumo)                 | Elza Soares                  | Venceu    | [ 133 ] |